# Oyadomari Kōkan
Oyadomari Kōkan (jap. 親泊 興寛; * 1831 in Tomari, Königreich Ryūkyū (heute: Tomari, Naha, Präfektur Okinawa, Japan); † 1905) war ein Kampfkunstmeister des Karate und Kobudo der älteren Generation. Er begann das Kampfkunsttraining zusammen mit Matsumora Kosaku.
- Von ihm entwickelte Kata

Oyadomari no Tonfa
- Von ihm beeinflusste Kata

Gojūshiho, Patsai, Wanshu, Oshiro Chojo.